# Lista chorążych państw uczestniczących w Igrzyskach Europejskich 2015
Lista ta przedstawia chorążych państw uczestniczących w I Igrzyskach europejskich w 2015 roku w Baku.

## Lista
| Numer | Państwo lub terytorium | Chorąży                 | Dyscyplina     |
| ----- | ---------------------- | ----------------------- | -------------- |
| 1     | Albania                | Ada Demneri             | Taekwondo      |
| 2     | Andora                 | Esther Barrugues Alvina | Strzelectwo    |
| 3     | Armenia                | Hrachya Rostomyan       |                |
| 4     | Austria                | Andreas Scherhaufer     | Strzelectwo    |
| 5     | Azerbejdżan            | Elmar Qasımov           | Judo           |
| 6     | Białoruś               | Uładzimir Samsonau      | Tenis stołowy  |
| 7     | Belgia                 | Lionel Cox              | Strzelectwo    |
| 8     | Bośnia i Hercegowina   | Admir Duranspahić       | Tenis stołowy  |
| 9     | Bułgaria               | Marija Grozdewa         | Strzelectwo    |
| 10    | Chorwacja              | Snježana Pejčić         | Strzelectwo    |
| 11    | Cypr                   | Marios Georgiou         | Gimnastyka     |
| 12    | Czarnogóra             | Boško Drašković         | Boks           |
| 13    | Czechy                 | Tomáš Svoboda           | Triathlon      |
| 14    | Dania                  | Stine Nielsen           | Strzelectwo    |
| 15    | Estonia                | Heiki Nabi              | Zapasy         |
| 16    | Finlandia              | Tomi Tuuha              | Gimnastyka     |
| 17    | Francja                | Céline Goberville       | Strzelectwo    |
| 18    | Grecja                 | Eleytherios Petrounias  | Gimnastyka     |
| 19    | Gruzja                 | Zurab Datunaszwili      | Zapasy         |
| 20    | Hiszpania              | Joel González           | Taekwondo      |
| 21    | Holandia               | Reshmie Oogink          | Taekwondo      |
| 22    | Islandia               | Thelma Hermannsdóttir   | Gimnastyka     |
| 23    | Irlandia               | Katie Taylor            | Boks           |
| 24    | Izrael                 | Aleksandr Szatiłow      | Gimnastyka     |
| 25    | Kosowo                 | Majlinda Kelmendi       | Judo           |
| 26    | Liechtenstein          | Marvin Grischke         | Łucznictwo     |
| 27    | Litwa                  | Rokas Guščinas          | Gimnastyka     |
| 28    | Luksemburg             | Jeff Henckels           | Łucznictwo     |
| 29    | Łotwa                  | Lauris Strautmanis      | Strzelectwo    |
| 30    | Macedonia Północna     | Emił Pawłow             | Karate         |
| 31    | Malta                  | Ben Plumpton            | Piłka wodna    |
| 32    | Mołdawia               | Mihail Sava             | Taekwondo      |
| 33    | Monako                 | Brice Etès              | Lekka atletyka |
| 34    | Niemcy                 | Fabian Hambüchen        | Gimnastyka     |
| 35    | Norwegia               | Grace Bullen            | Zapasy         |
| 36    | Polska                 | Dawid Konarski          | Siatkówka      |
| 37    | Portugalia             | João Costa              | Strzelectwo    |
| 38    | Rosja                  | Chadżymurat Gacałow     | Zapasy         |
| 39    | Rumunia                | Alin Moldoveanu         | Strzelectwo    |
| 40    | San Marino             | Alessandra Perilli      | Strzelectwo    |
| 41    | Serbia                 | Milica Mandić           | Taekwondo      |
| 42    | Słowacja               | Richard Varga           | Triathlon      |
| 43    | Słowenia               | Bojan Tokič             | Tenis stołowy  |
| 44    | Szwecja                | Sofia Mattsson          | Zapasy         |
| 45    | Szwajcaria             | Giulia Steingruber      | Gimnastyka     |
| 46    | Turcja                 | Enes Erkan              | Karate         |
| 47    | Ukraina                | Wiktor Ruban            | Łucznictwo     |
| 48    | Węgry                  | István Vereb            | Zapasy         |
| 49    | Wielka Brytania        | Nicola Adams            | Boks           |
| 50    | Włochy                 | Giulia Quintavalle      | Judo           |